# Хосе Девака
Хосе Девака (ісп. José Devaca, нар. 18 вересня 1982, Капіата) — парагвайський футболіст, що грав на позиції захисника.
Виступав, зокрема, за клуб «Банфілд», у складі якого став чемпіоном Аргентини, а також національну збірну Парагваю, з якою був учасником Кубка Америки та став срібним призером Олімпійських ігор 2004.

## Клубна кар'єра
Народився 18 вересня 1982 року в місті Капіата. Вихованець футбольної школи клубу «Серро Портеньйо». Дорослу футбольну кар'єру розпочав 2000 року в основній команді того ж клубу, в якій провів два сезони, взявши участь у 8 матчах чемпіонату.
У 2001 році він переїхав до Італії, щоб грати за «Удінезе», але так жодного матчу у команді і не провів, виступаючи на правах оренди за рідний «Серро Портеньйо» та аргентинський «Сан-Лоренсо».
У 2005 році недовго пограв за «Лібертад», після чого вчетверте за кар'єру повернувся в рідне «Серро Портеньйо».
З 2007 року став виступати у Аргентині, де спочатку недовго виступав за «Годой-Крус», після чого перейшов у «Банфілд». Відіграв за команду з околиці Банфілда наступні чотири сезони своєї ігрової кар'єри. За цей час виборов титул чемпіона Аргентини за підсумками Апертури 2009 року.
Протягом 2012—2013 років захищав кольори клубів «Рубіо Нью» та «Депортіво Капіата», а завершив професійну ігрову кар'єру у клубі «Банфілд», у складі якого вже виступав раніше. Вдруге парагваєць прийшов до команди 2013 року і захищав її кольори до припинення виступів на професійному рівні у 2015 році.

## Виступи за збірні
У складі юнацької збірної Парагваю (U-17) був учасником юнацького чемпіонату Південної Америки 1997 року, де зайняв з командою 4 місце.
У 2001 році в складі молодіжної збірної Парагваю взяв участь в молодіжному чемпіонаті світу в Аргентині, де забив гол і зайняв з командою четверте місце. 
У 2004 році Хосе став срібним призером футбольного турніру Олімпійських ігор в Афінах. У тому ж році він взяв участь у розіграші Кубка Америки у Перу. На цьому турнірі Девака дебютував у національній команді 9 липня 2004 року в грі проти Коста-Рики (1:0). На тому турнірі, який закінчився для Парагваю у чвертьфіналі, він більше не грав у жодному поєдинку. А свій другий і останній матч за збірну Девака провів 5 травня наступного року в товариській грі з Еквадором (0:1).

## Титули і досягнення
- Чемпіон Аргентини (1):

«Банфілд»: Апертура 2009
- Срібний олімпійський призер: 2004